# 日本プレスセンタービル
日本プレスセンタービル（にっぽんプレスセンタービル、英文：Nippon Press Center Building）は、東京都千代田区内幸町にある日本の建築物。公益社団法人日本記者クラブ、一般社団法人日本新聞協会等が入居する国内報道機関の拠点でもある。運営・管理は株式会社日本プレスセンターが行う。

## 概要
訪日した海外賓客および国内の重要人物の記者会見を行う国内初の専門施設を建設する目的で、1972年に日本新聞協会に加盟する58社を中心として、株式会社日本プレスセンターを設立。1973年に渋谷区に移転したNHK東京放送会館（NHK放送センターの前身に当たる）の跡地で、1974年に着工、1976年に竣工。竣工パーティーには当時の内閣総理大臣三木武夫も出席している。
ビルは再開発地区「日比谷シティ」を形成する建築物のひとつ。CO2排出量削減の一環として、建物内省エネルギー設備に高効率照明器具、中央監視システムによる24時間監視体制を採用。ビルは2011年に公益社団法人ロングライフビル推進協会が主催する第20回BELCA賞（ロングライフ部門表彰物件）を受賞。他に一般社団法人日本建設業連合会が主催する第19回BCS賞も受賞している。

## 歴史
- 1972年 - 株式会社日本プレスセンター設立
- 1974年 - 着工
- 1976年 - 竣工
- 1978年 - 一般社団法人日本建設業連合会主催の第19回BCS賞受賞
- 1981年 - 富国生命ビル、日比谷国際ビルヂングと共に、日比谷シティを形成[6]
- 2011年 - 公益社団法人ロングライフビル推進協会主催の第20回BELCA賞・ロングライフ部門賞受賞

## 入居する報道機関

### 新聞社
- 秋田魁新報社 東京支社
- 下野新聞社 東京支社
- 新潟日報社 東京支社
- 信濃毎日新聞社 東京支社
- 神戸新聞社 東京支社
- 山陽新聞社 東京支社
- 中国新聞社 東京支社
- 高知新聞社 東京支社
- 大分合同新聞社 東京支社

### 放送局
- 長野放送 東京支社
- サンテレビジョン 東京支社
- ラジオ関西 東京支社
- 高知放送 東京支社